# داگلاس ایکس‌سی‌جی-۱۷
داگلاس ایکس‌سی‌جی-۱۷ (به انگلیسی: Douglas XCG-17) یک هواپیمای ساختِ کارخانهٔ شرکت هواپیماسازی داگلاس در کشور ایالات متحده آمریکا است. نخستین استفاده‌کنندهٔ این هواپیما نیروی هوایی ارتش ایالات متحده آمریکا بوده‌است. این هواپیما برای نخستین بار در ۱۴ ژوئن ۱۹۴۴ میلادی مورد استفاده قرار گرفت.